# Переломный момент (фильм, 1950)
«Переломный момент» (англ. The Breaking Point) — фильм-нуар режиссёра Майкла Кёртиса, вышедший на экраны в 1950 году.
В основу сценария фильма положен роман Эрнеста Хемингуэя 1937 года «Иметь и не иметь». Фильм рассказывает историю добропорядочного владельца рыбацкого катера Гарри Моргана (Джон Гарфилд), который в отчаянной финансовой ситуации вынужден согласиться на перевозку из Мексики в США группы нелегальных эмигрантов. Провал этого дела ещё более ухудшает дела Гарри, в результате чего он соглашается перевезти гангстеров, ограбивших ипподром. Однако в последний момент Гарри решает переломить судьбу и вступает в отчаянную схватку с бандитами.
Это второй из трёх известных американских фильмов, поставленных по роману «Иметь и не иметь». Первый поставил в 1944 году режиссёр Говард Хоукс с Хамфри Богартом в главной роли, который по содержанию довольно сильно отступил от оригинала. В 1958 году вышел третий фильм по этому роману «Контрабандисты (Перевозчики оружия)» (1958), который поставил Дон Сигел, а главную роль в нём сыграл Оди Мёрфи.
Съёмки фильма проходили на натуре в городе Ньюпорт-Бич, штат Калифорния, и в его окрестностях, а также в студийных павильонах «Уорнер бразерс».
Это был предпоследний фильм в карьере Джона Гарфилда.

## Сюжет
В городе Ньюпорт-Бич на юге Калифорнии бывший командир торпедного катера Гарри Морган (Джон Гарфилд) владеет небольшой яхтой «Морская королева», зарабатывая на жизнь организацией любительской рыбалки в открытом море. Он всё ещё не выплатил кредит за покупку яхты и при этом успел наделать новых долгов. Дела Гарри идут плохо, учитывая, что он должен содержать жену Люси (Филлис Такстер) с двумя детьми. Чтобы как-то свести концы с концами Люси подрабатывает швеёй, постоянно уговаривая мужа продать яхту и уехать жить на ферму к её отцу.
Однажды вместе со своим другом и помощником Уэсли Парком (Хуано Эрнандес) Гарри получает заказ от богатого клиента Хэннагана (Ральф Дамке) организовать для него вместе с его привлекательной подругой Леоной Чарльз (Патриция Нил) недельный рыболовецкий круиз вдоль мексиканского побережья. Когда они причаливают в одном из мексиканских портов, Хэннаган, не расплатившись и не объяснившись с Гарри, неожиданно улетает на самолёте, бросив без денег и Леону. У Гарри нет средств даже на то, чтобы купить топливо для возвращения домой, и, хотя он всегда соблюдал законы, на этот раз он идет на нарушение своих жизненных принципов и принимает предложение адвоката Ф. Р. Данкана (Уоллес Форд), известного своими сотрудничеством с криминальными структурами. Гарри соглашается нелегально перевезти на своём катере в Калифорнию восьмерых китайцев за 1600 долларов. Гарри понимает, что в случае поимки им может грозить до десяти лет тюрьмы, и потому не хочет вмешивать в это дело Уэсли, которому даёт деньги, чтобы добраться домой на автобусе. Однако, чувствуя, что Гарри может попасть в беду и ему может потребоваться помощь, Уэсли тайно проникает на борт яхты, прихватив с собой и Леону. Некоторое время спустя Гарри причаливает яхту в пустынной бухте, где забирает нелегалов. Однако когда клиент Гарри по имени мистер Синг (Виктор Сен Юн) вопреки договорённости отказывается расплатиться в полном объёме и достаёт пистолет, Гарри вступает с ним в драку, в ходе которой непреднамеренно убивает китайца, после чего с помощью Уэсли выбрасывает тело Синга за борт. Китайские нелегалы, которые находились на нижней палубе, не подозревают о том, что произошло. Гарри возвращает китайцам полученные от них 300 долларов и высаживает там же, где их подобрал.
Вскоре китайцев подбирает прибрежный патруль, и один из них сообщает властям название яхты Гарри. Когда «Морская королева» прибывает в Сан-Диего, яхту задерживают по запросу мексиканских властей по подозрению в незаконной перевозке нелегалов. Гарри возвращается в Ньюпорт-Бич, где ему ничего не остаётся, как напиваться в баре, предаваясь грустным размышлениям о потерянной яхте и о давно просроченных долгах мистеру Филлипсу, который требует их возврата. Некоторое время спустя в городе появляются Леона и Данкан. Увидев Леону, Люси начинает ревновать и даже специально перекрашивается в блондинку, чтобы произвести впечатление на мужа, однако это только смешит детей. Хотя Леона с самого начала открыто демонстрирует свой интерес к Гарри, он не поддаётся на её сексуальные намёки и сохраняет верность Люси.
Тем временем Данкан в качестве адвоката Гарри добивается через суд возвращения «Морской королевы», однако яхту тут же забирает банк за просрочку платежей по кредиту. Гарри снова вынужден обратиться за помощью к Данкану, который соглашается помочь при условии, что тот за тысячу долларов Гарри переправит на своей яхте на остров Каталина четырёх гангстеров после ограбления ипподрома. Получив деньги, Гарри выкупает яхту назад, после чего выпивает с Леоной в баре, после чего она приглашает его к себе домой. В квартире Леоны Гарри начинает испытывать к ней влечение, и дело практически доходит до поцелуя, но в последний момент Гарри отстраняется со словами «в другие времена я бы не остановился. В другие времена всё шло так, как я хотел». После этого Гарри возвращается домой и кладёт в шкатулку для жены полученный от бандитов аванс, одновременно начиная подготовку к, возможно, смертельной схватке с преступникам. Когда Люси видит, что Гарри заряжает оружие, она просит его остановиться, чувствуя, что он ввязался во что-то опасное и незаконное. Когда он не реагирует на её просьбы, Люси заявляет, что уходит от него.
Тем не менее, Гарри отправляется на яхту, где тщательно готовится к тому, чтобы дать гангстерам вооружённый отпор. Тем временем бандиты проникают в хранилище ипподрома, захватывая приличный куш, однако при отходе охрана убивает Данкана. Тем не менее, все четверо гангстеров добираются до порта живыми и невредимыми. В этот момент около «Морской королевы» стоит Уэсли, уговаривая Гарри взять его с собой. Подъехавшие гангстеры без лишних разговоров убивают Уэсли и под угрозой оружия заставляют Гарри вывести яхту в открытое море, не привлекая внимания береговой охраны. Когда яхта отходит от берега, гангстеры выбрасывают тело Уэсли за борт. Гарри понимает, что, в конце концов, гангстеры и его не оставят в живых, и начинает действовать. Сначала ему удаётся выбросить за борт часть оружия гангстеров, а затем убедить их, что у него на борту из оружия есть только незаряженное ружьё, усыпив их бдительность. Затем он делает вид, что у яхты возникли проблемы с двигателем, что позволяет достать два спрятанных в моторном отсеке револьвера и первым открыть стрельбу по гангстерам. В последующей перестрелке Гарри убивает всех четырёх бандитов, но сам получает тяжёлое ранение и теряет сознания, бормоча, что он одинок и никто не будет переживать, если он умрёт.
На следующий день береговая охрана обнаруживает дрейфующую в море «Морскую королеву» и буксирует её в порт. На берегу яхту встречает Люси. Гарри едва жив, и врач просит согласия Люси на ампутацию его руки. Она говорит мужу, насколько любит его и убеждает его дать согласие на операцию, чтобы спасти себе жизнь. Гарри отвечает, что тоже по-прежнему любит её, после чего его увозят в больницу. В порту остаётся лишь маленький Джозеф, сын Уэсли, который ожидает возвращения отца.

## В ролях
- Джон Гарфилд — Гарри Морган
- Патриция Нил — Леона Чарльз
- Филлис Такстер — Люси Морган
- Хуано Эрнандес — Уэсли Парк
- Уоллес Форд — Ф. Р. Данкан
- Эдмон Райан — Роджерс
- Ральф Дамке — Хэннаган
- Виктор Сен Юн — мистер Синг
- Шерри Джексон — Амелия Морган
- Джеймс Гриффит — Чарли (в титрах не указан)

## Создатели фильма и исполнители главных ролей
Режиссёр фильма Майкл Кёртис добился успеха в Голливуде постановками исторических приключенческих фильмов «Одиссея капитана Блада» (1935, номинация на Оскар), «Приключения Робин Гуда» (1938) и «Морской ястреб» (1940), а также криминальных мелодрам «Кид Галахад» (1937), «Меченая женщина» (1937), «Ангелы с грязными лицами» (1938, номинация на Оскар) и «Милдред Пирс» (1945), но самой известной картиной Кёртиса стала военная мелодрама «Касабланка» (1942), которая принесла ему его единственный Оскар за режиссёрскую работу. Как отмечает киновед Дебора Джонсон, «коммерческая репутация режиссёра прочно держалась на таких картинах, как „Касабланка“, „Милдред Пирс“ и праздничной классике „Светлое Рождество“ (1954)».

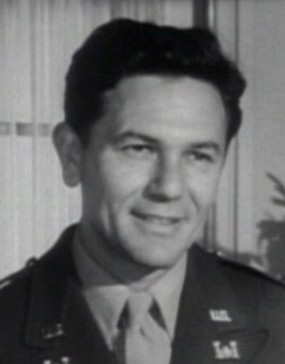
Джон Гарфилд в фильме «Джентльменское соглашение» (1947)

Свою первую роль в кино Джон Гарфилд сыграл в 1938 году в музыкальной мелодраме Кёртиса «Четыре дочери» (1938). За работу в этом фильме оба удостоились номинаций на Оскар: Кёртис — как режиссёр, а Гарфилд — как исполнитель роли второго план. В 1941 году Гарфилд снялся ещё в одном фильме Кёртиса, приключенческой драме «Морской волк» (1941), за которой последовала серия признанных нуаров, среди них «Падший воробей» (1943), «Почтальон всегда звонит дважды» (1946), «Никто не живёт вечно» (1946), а также социальные нуары «Тело и душа» (1947, номинация на Оскар за лучшую роль), «Джентльменское соглашение» (1947) и «Сила зла» (1948). В середине 1940-х годов Гарфилд покинул студию «Уорнер бразерс» и создал собственную продюсерскую компанию, но вернулся на «Уорнер» для съёмок в этом фильме, в четвёртый раз в своей карьере воссоединившись с режиссёром Майклом Кёртисом.

Историк жанра фильм нуар Деннис Шварц отмечает, что «Гарфилд всегда был известен как политически активный либерал, и он был одним из первых актёров, который заставил студии приглашать на роли представителей национальных меньшинств. В тот период актёры обычно не выражали свои социально-политические взгляды настолько открыто, а левые убеждения Гарфилда не были популярны у глав студий, которые опасались, что из-за этого потеряют бизнес в южных штатах. Но поскольку Гарфилд был коммерчески очень успешным актёром, он продолжал получать великолепные роли». 

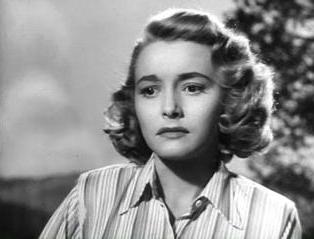
Патриция Нил в фильме «Источник» (1949)

 Шварц далее указывает, что «при работе над этим фильмом Гарфилд убедил Кёртиса, который был его любимым режиссёром и одним из тех, кто сделал его звездой, расширить роль чёрного актёра Хуано Эрнандеса». В итоге эта роль «обрела большую значимость, чем обычная стереотипная голливудская роль для негров в то время, когда они были либо шофёрами, либо какими-либо слугами». Вскоре после этого фильма Гарфилд «заплатил дорогую цену за свою общественную деятельность, став одной из жертв „чёрных списков“ сенатора Маккарти, что в буквальном смысле разрушило его карьеру». Джонсон пишет, что хотя Гарфилд отрицал, что был коммунистом, тем не менее, «речи о новом контракте со стороны „Уорнер“ больше не шло, и совершенно неожиданно ему вообще перестали поступать какие-либо новые предложения, что не предвещало ничего хорошего. Телефон перестал звонить. Сценарии перестали присылать». После «Переломного момента» Гарфилд снялся всего в одном фильме «Он бежал всю дорогу» (1951) и на следующий год скоропостижно умер от проблем с сердцем в возрасте 39 лет.
Дебютировавшая в большом кино в 1949 году, Патриция Нил известна по таким драмам, как «Источник» (1949) по Айн Рэнд, фантастическому фильму «День, когда остановилась Земля» (1951), нуаровому триллеру «Дипкурьер» (1952) и социальной драме Элии Казана «Лицо в толпе» (1957). В 1960-е годы она получила Оскар за роль в драме «Хад» (1963) и была номинирована на Оскар за роль в мелодраме «Если бы не розы» (1968).

## Сравнение трёх экранизаций романа Хемингуэя
Исследователь жанра фильм нуар Джеффа Майера считает, что «эта вторая из трёх киноверсий романа Эрнеста Хемингуэя „Иметь и не иметь“ (1937) до сего момента остаётся лучшей. Самый знаменитый из трёх фильмов, „Иметь и не иметь“ (1944) режиссёра Говарда Хоукса с Хамфри Богартом в роли Гарри Моргана, взял лишь отдельные моменты из истории Хемингуэя, а низкобюджетный фильм Дона Сигела „Контрабандисты (Перевозчики оружия)“ (1958) с Оди Мёрфи в роли Моргана был лишь тусклым его подобием».

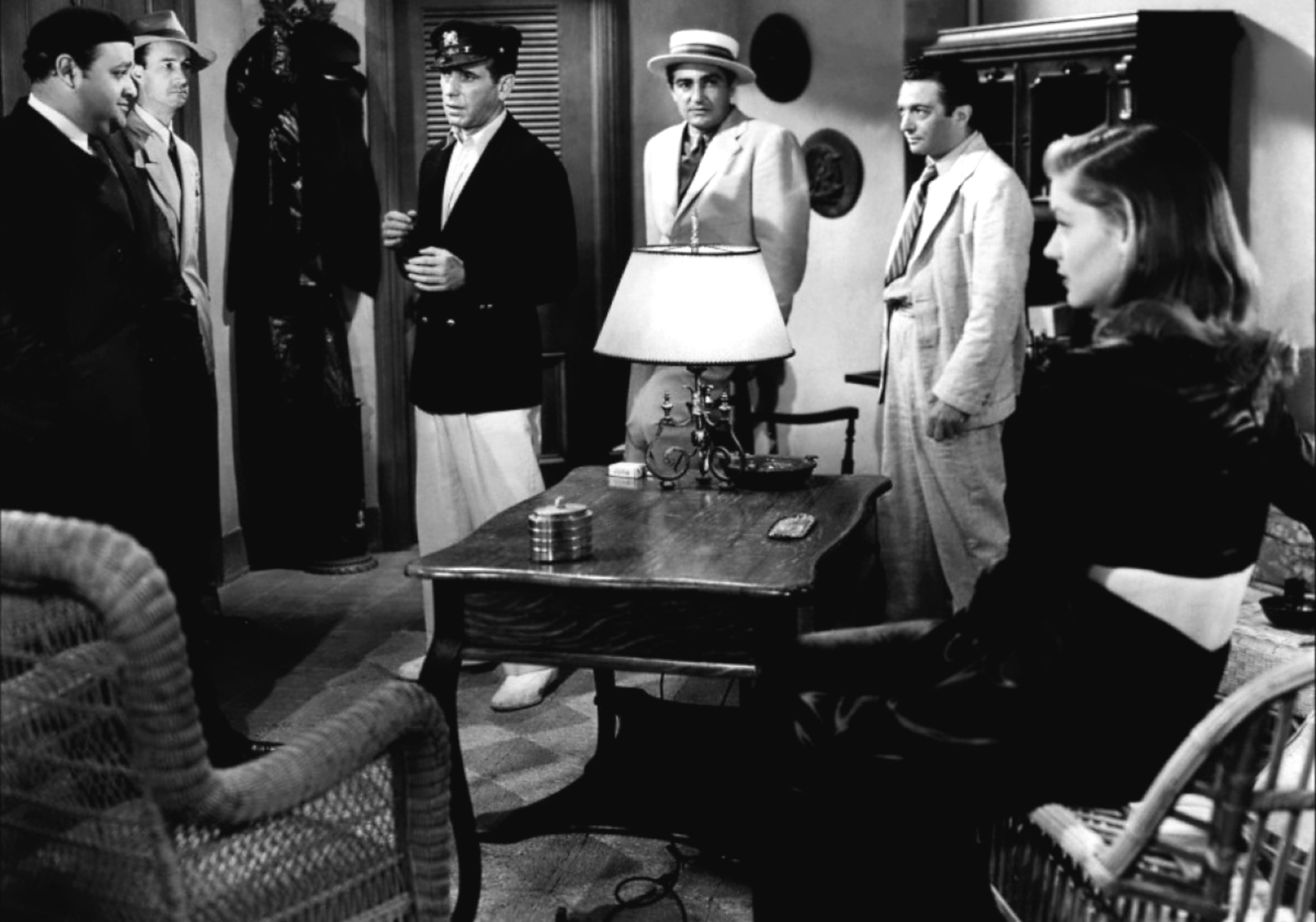
Кадр из фильма «Иметь и не иметь» (1944)

Вскоре после выхода этого фильма на экраны кинообозреватель Босли Кроутер отметил, что "те, что смотрел первый фильм шестилетней давности с ни много, ни мало Хамфри Богартом и Лорен Бэколл в главных ролях, тот не видел истории Хемингуэя — там осталась лишь пара тысяч слов и смутная абстракция с изменённым сюжетом, в который вторгается политика Режима Виши. В целом же как тот фильм, так и «финальная сцена романа, позаимствованная фильмом „Мыс Ларго“ (1948), несут лишь едва уловимый намёк на суровую прозу Хемингуэя». Журнал «TimeOut» также обратил внимание на то, что через шесть лет после фильма Хоукса «Иметь и не иметь» (1944) «Кёртис решил сделать более точный фильм, создав тщательно проработанную драму о контрабандистах, которая, без Богарта и Бэколл на борту, рассеялась в целлулоидном небытии». При этом журнал отметил, что «даже если вы знаете и любите фильм Хоукса, в этом фильме многое может заинтриговать вас». Кинокритик Деннис Шварц считает, что «определённо это лучшая киноадаптация романа Хеминуэя. Хоукс в 1944 году в „Иметь и не иметь“ с Богартом и Бэколл в главных ролях был близок к правильному пониманию истории. Но Майкл Кёртис шесть лет спустя в своём римейке оказался более верным автору. Он смог лучше передать дух фаталистического капитана чартерной лодки, который боролся с внутренними демонами до тех пор, пока не достиг переломного момента и не понял наверняка, какой он человек». Джонсон также отмечает, что «„Переломный момент“ более верен первоисточнику, чем интерпретация Говарда Хоукса с Богартом и Бэколл», с ними согласен и Майер, подчёркивающий, что «Переломный момент» «ближе всех по духу к роману Хемингуэя, хотя сценарист Ранальд Макдугалл добавил в сценарий некоторые моменты из трёх других рассказов Хемингуэя».

## Название фильма и сюжетные отличия от романа
Как указывает биограф Ларри Суинделл в книге «Тело и душа: История Джона Гарфилда», в данном случае студия «Уорнер» не стала использовать оригинальное название романа Хемингуэя, чтобы не порождать путаницы, «так как несколькими годами ранее она уже использовала это название для фильма со знаменитым Богартом и первым появлением на экране Лорен Бэколл, хотя там почти не было той истории».
Хотя, как полагают критики, «Переломный момент» по содержанию и духу наиболее близок роману Хемингуэя, он, тем не менее, также содержит некоторые сюжетные отличия. Джефф Майер, в частности, отмечает, что «в романе Моргана убивают кубинские революционеры, а фильм же заканчивается тем, что Морган получает тяжёлое ранение при уничтожении бандитов на борту „Морской королевы“». Кроме того, «Макдугалл изменил место действия с Флориды и Кубы на Калифорнию и Мексику, и передвинул историю во времени с 1930-х годов в послевоенный период. Он также создал новый персонаж, девушку по имени Леона Чарльз, которая приглашает Моргана вступить с ней в сексуальные отношения».

## Работа над фильмом
Кроутер написал, что «без сомнения, ради удобства работы Макдугалл и „Уорнер бразерс“ перенесли место действия с мысов Флориды на калифорнийское побережье, и дописали женскую роль, которой не было в истории… Но это не важно, так как Макдугалл полностью компенсировал те небольшие вольности, которые он допустил в истории. И кроме того он был более чем точен в сохранении необходимой атмосферы… Более того, Макдугалл существенно пополнил историю некоторыми богатыми драматическими деталями и прекрасными содержательными диалогами. К удивлению, мы получаем хорошую, плотную приключенческую историю с пониманием иронии жизни — историю неудачливого парня, который пытается обеспечить жену и детей, оказываясь в ситуации, „когда нечего поставить на карту, кроме собственного мужества“».
Майер отметил, что «Гарфилд, Кёртис и Макдугалл с энтузиазмом работали над фильмом, хотя понимали, что эту откровенно пессимистичную историю будет трудно продавать зрителю. Особенно их интересовала идея Хемингуэя о том, что „у человека в одиночку нет никаких шансов“, и этот мотив нашёл воплощение на экране в различных формах». По информации Джонсон, Гарфилд вспоминал, как на предварительном обсуждении материала с участием Кёртиса и Макдугалла, он «исполнял все роли. Если Кёртис хмурился, мы это проговаривали, после чего Макгугалл кое-что переписывал. Кёртис всё время хотел понять секрет моей сексуальности, решив, что пора ввести в кино немного целомудренного секса». Далее Джонсон пишет: «Незадолго до начала съёмок в газете появилась статья, намекавшая на связь Гарфилда с коммунистической партией. Так как у него уже был заключён контракт на этот фильм, Гарфилд закончил работу, но с того момента его карьера резко пошла на спад». По словам Майера, «атмосфера антикоммунистических гонений, которая разрушила карьеру Гарфилда и, возможно, ускорила его преждевременную смерть, негативно отразилась и на этом фильме, который не имел коммерческого успеха в США, так как „Уорнер бразерс“ не верила в него и потратила слишком мало денег на его рекламу». В итоге, резюмирует Майер, «чудесный фильм с момента своего выхода так и остался в буквальном смысле незамеченным».

## Оценка фильма критикой

### Общая оценка фильма
Несмотря на трудности с прокатом, фильм получил позитивные отзывы критики. В частности, Босли Кроутер написал в «Нью-Йорк таймс», что после "невнятного первого замаха на незабываемую историю Хемингуэя студия «Уорнер бразерс», наконец, ухватилась за сюжет и сделала настоящий хит с фильмом «Переломный момент». По его мнению, «весь характер, вся образность и весь пессимизм скупой и скудной истории Хемингуэя заключены в этой реалистической картине, а Гарфилд находится на высоте в главной роли».
Современные историки кино также высоко оценивают фильм. В частности, Спенсер Селби назвал его «верной первоисточнику, выдающейся экранизацией романа Хемингуэя», а Шварц написал, что «это величайшая картина Кёртиса, хотя она и не так известна, как некоторые остальные. Она даже более выдающаяся, чем его признанная классика „Касабланка“ и „Янки Дудл Денди“». Батлер оценил картину как, «к сожалению, почти забытый маленький шедевр, который заслуживает большей известности. Это не великий фильм, но это впечатляющее и зачастую мощное произведение, во многом благодаря великолепному исполнению главной роли Джоном Гарфилдом и уверенной, творческой режиссёрской работе Кёртиса». По мнению Батлера, «нельзя сказать, что сценарий не заслуживает упоминания, так как он очень хорошо передаёт существо истории Хемингуэя и позволяет довольно успешно перенести на экран образ не лишённого недостатков, преследуемого мучениями героя. Просто в нескольких местах он немного хромает, а отдельные реплики не попадают в цель». «По словам Суинделла, фильм „стал одним из немногих достойных проектов студийной системы, которые появились в этот тусклый год“. Критики восхищались игрой Гарфилда, но так как фильм не имел коммерческого успеха, он был забыт к моменту отбора кандидатов на Оскары».

### Образ главного героя в фильме
Шварц отмечает, что «в этой блестящей версии истории Хемингуэя, постоянно преследует щемящее чувство тщетности усилий нашего типично нуарового героя, несмотря на то, что его здорово поддерживает семья. Только когда этот герой достигает абсолютного дна, он, несмотря на свою внешнюю жёсткость, понимает свой пораженческий подход и свою уязвимость, и невозможность дальнейших страданий доходит до той точки, когда он должен начать действовать или умереть. Трудно забыть глубоко волнующую игру Гарфилда, который реалистично передаёт всю глубину пессимизма и силу своего персонажа».
По мнению Спайсера, Гарфилд выступает как «ключевой политический символ, играя главного героя из рабочего класса, который пытается зарабатывать на жизнь, избегая скатывания в преступность». Майер добавляет, что «в конце концов он понимает, что его всепоглощающая решимость сохранить независимость тщетна, так как это привело его не только к нарушению закона и угрозе его жизни, но также разрушает и его семью».

### Афроамериканская тема в фильме
Киноведы Спайсер и Хансон указывают на то, что среди прочего «фильм особенно примечателен потрясающим моментом в финале, который заставляет зрителей задуматься над расовой темой в таком аспекте, который слишком редко можно было встретить в послевоенных голливудских фильмах. Как замечает писательница Тони Моррисон, в романе Хемингуэя чёрный персонаж играет ключевую роль в истории, но на протяжении первых пяти глав его называют только как „ниггер“. В конце концов, он обретает имя и голос, но, как отмечает Моррисон, он использует его только чтобы ворчать, извиняться и ныть». Далее Спайсер и Хансон пишут, что «фильм меняет всё это, делая Уэсли значительно более независимым и одухотворённым персонажем. Более того, Морган относится к нему справедливо и беспристрастно, что заметно контрастирует с тем, что имеет место в романе… Роли Уэсли и его семьи в фильме существенно расширены и наполнены достоинством до такой степени, что финальный кадр фильма заставляет зрителя задуматься хотя бы на мгновение о своих неосознанных расовых предрассудках. Как и в случае с персонажем Канады Ли в фильме „Тело и душа“ (1947), этот фильм по-тихому проводит идею включения афроамериканцев в категорию „просто человек“ и таким образом просто „американец“».

### Оценка работы режиссёра и творческой группы
Кроутер считает, что персонажи и история в сценарии Макдугалла очень близки тому, что написал Хемингуэй, а «Кёртис поставил картину в прекрасном чётком и уверенном стиле», в итоге получившаяся картина стала общей «заслугой всех, кто над ней работал. Она, может быть, не столь возвышенно облагорожена, но таков уж Хемингуэй. И она очень жизненна… Крепкое кинопроизводство и съёмки на побережье и в реальных гаванях завершают захватывающую и подлинную картину фильма».
Шварц, назвав Кёртиса «выдающимся студийным режиссёром», далее пишет, что он «разыграл историю так, как она написана, добившись мощной игры от Джона Гарфилда и замечательной игры от всего актёрского ансамбля, особенно от Уоллеса Форда и вскоре ставшей звездой Патриции Нил». Батлер дополняет, что «Кёртис показывает свою исключительную форму в кульминационном эпизоде, когда Гарфилд расправляется с гангстерами на море».

### Оценка актёрской игры
Кроутер высоко оценивает работу всего актёрского состава, особенно Гарфилда, который демонстрирует «самую искусную и энергичную игру в фильме. Филлис Такстер необыкновенно сильна в роли усталой, но всё ещё чувственной жены, а Патриция Нил поразительно достоверна в роли сообразительной девицы для весёлого времяпрепровождения. Уоллес Форд источает лесть и зло в роли портового посредника, а Хуано Эрнандес по-тихому великолепен в роли помощника и друга Гарри. Идеи товарищества и доверия, которые несёт персонаж Эрнандеса, и сострадание, которое вызывает его смерть, является не только отличным свидетельством расового чувства, но также одним из самых трогательных моментов фильма». Кини выделяет «Эрнандеса в роли друга и первого помощника Гарфилда, и Нил — в роли роковой женщины, которая влюбляется в капитана — который почти что обращает на неё внимание». Гарфилд, по его словам, «замечателен, также как и кульминационная перестрелка на борту „Морской королевы“». Майер считает, что «этот фильм стал вершиной выдающейся кинокарьеры Джона Гарфилда, начавшейся в 1938 году на студии „Уорнер бразерс“ фильмом „Четыре дочери“, который также поставил Кёртис». Батлер также придерживается мнения, что «Гарфилд просто великолепен, давая отличную игру, в которой остаётся место и для красивых тонких моментов, создавая живой, дышащий образ, который практически выпрыгивает с экрана. Он получает отличную поддержку со стороны Патриции Нил и Филлис Такстер, а Хуано Эрнандес пользуется редкой в то время возможностью для актёра, представляющего национальное меньшинство, сыграть настоящий характер, выдавая прекрасную игру».